# Hermannia damarana
Hermannia damarana är en malvaväxtart som beskrevs av Baker f.. Hermannia damarana ingår i släktet Hermannia och familjen malvaväxter. Inga underarter finns listade i Catalogue of Life.